# Bładnica
Bładnica – potok na Pogórzu Cieszyńskim, lewobrzeżny dopływ Wisły. Długość ok. 12,5 km, powierzchnia dorzecza wynosi 42,1 km².
Źródła na wysokości ok. 490 m n.p.m., na północnych stokach wzgórza Kowalok (559 m n.p.m.; północne podnóża masywu Małej Czantorii). Spływa generalnie w kierunku północnym, w górnym biegu wyznaczając granicę administracyjną między miastem Ustroń (na wschodzie) a gminą Goleszów (na zachodzie). Następnie wpływa do gminy Skoczów, przez Bładnice a następnie Międzyświeć, m.in. obok tamtejszego grodziska. W dolnym biegu zmienia kierunek na północno-wschodni i przepływa przez Skoczów. Uchodzi do Wisły na wysokości ok. 290 m n.p.m. w centrum Skoczowa.
Bładnica zbiera niewiele dopływów. Jedynym większym dopływem prawobrzeżnym jest potok Żabiniec spod Małej Czantorii, uchodzący do niej między Ustroniem a Hermanicami na wysokości ok. 345 m n.p.m. Z dopływów lewobrzeżnych należy wymienić duży potok Radoń, uchodzący do Bładnicy w Bładnicach Dolnych na wysokości 308,5 m n.p.m.
Koryto rzeki Bładnica jest prawie na całej długości uregulowane i częściowo obwałowane. Głębokość wody waha się zwykle w zakresie od kilkunastu do ok. 50–60 cm, jednak w czasie wiosenno-letnich wezbrań może gwałtownie wzrastać (ostatnie takie wezbranie miało miejsce w czerwcu 2013 r.).